# 芸薹素内酯
芸薹素内酯（又称油菜素内酯）是一种植物激素。它是第一种被成功分离并具有生物活性的油菜素类固醇，源于欧洲油菜的花粉能够促进茎的伸长和细胞分裂这一现象。